# Езджан Мелкемічел
Езджан Мелкемічел (швед. Özcan Melkemichel, нар. 21 лютого 1968, Мідьят) — шведський футболіст. По завершенні ігрової кар'єри — тренер. З 2017 року очолює тренерський штаб команди «Юргорден».

## Ігрова кар'єра
Народився 21 лютого 1968 року в місті Мідьят. Вихованець футбольної школи клубу «Сиріанска». Дорослу футбольну кар'єру розпочав 1983 року в основній команді того ж клубу, кольори якої і захищав протягом усієї своєї кар'єри гравця, що тривала десять років.

## Кар'єра тренера
По завершенні ігрової кар'єри залишився у рідному клубі «Сиріанска», де працював членом ради директорів, президентом і спортивним директором. 2003 року став головним тренером клубу і зумів за шість років вивести його з третього дивізіону в елітний. 
Три сезони провів він з командою в еліті, після чого вилетів і очолив «АФК Юнайтед» з третього дивізіону. На цей раз йому знадобилося всього три роки, щоб підняти клуб у вищий дивізіон. Але в Аллсвенскан він з АФК не встиг попрацювати, оскільки в грудні 2016 року очолив «Юргорден». З цією командою у 2018 році він виграв перший трофей — Кубок Швеції.

## Титули і досягнення

### Як тренера
- Володар Кубка Швеції (1):

«Юргорден»: 2017–18